# Arca di san Tiziano
L'arca di san Tiziano è un sepolcro in marmo parzialmente dorato attribuibile alla bottega dei Sanmicheli, datato 1505 e conservato nella chiesa dei Santi Cosma e Damiano a Brescia, nella cappella dedicata allo stesso santo.

## Storia
San Tiziano, vescovo di Brescia tra il 526 e il 540, era inizialmente sepolto nella primitiva chiesa dei Santi Cosma e Damiano che sorgeva, almeno fino alla fine del XIII secolo, davanti al Broletto. Nel 1298, per volere di Berardo Maggi e nell'ambito dei lavori di ampliamento del palazzo pubblico, la chiesa e il monastero femminile annesso vengono demoliti per creare uno spazio urbano a ovest del Broletto, ancora oggi costituente l'estremità nord di piazza del Duomo. Chiesa e monastero vengono ricostruiti molto a ovest, sul limite del centro abitato e comunque all'interno della nuova cinta muraria approntata da Alberico da Gambara nel 1237-1239. In questa occasione le reliquie del vescovo dovettero andare perdute, oppure all'epoca se ne era già persa conoscenza e non furono pertanto né ritrovate, né traslate nella nuova costruzione.
Nel 1490, durante l'episcopato di Paolo Zane, la badessa del monastero, secondo la leggenda, ottiene in sogno la rivelazione del luogo di sepoltura delle reliquie, che in un successivo, apposito scavo si rivela esatto. Nel recupero miracoloso viene probabilmente estratto anche il sarcofago che conteneva i resti del santo, non originale ma databile comunque al XII secolo. Segue verosimilmente questo evento l'idea di realizzare una nuova arca monumentale per accogliere le reliquie, approntata entro un quindicennio e collocata nella cappella a sinistra del presbiterio della chiesa. La data "MDV" (1505) riportata sulla base indica evidentemente la posa in opera del manufatto e la traslazione del corpo del santo, così come riportato anche dalle fonti d'archivio. Il sepolcro viene successivamente interessato da ancora qualche intervento, dato che sul retro della cimasa è inscritta la data "MDXXIX" (1529). Tuttavia, l'entità di questi lavori è dubbia.
La nuova arca sopravvive indenne ai secoli e ancora oggi si trova, intatta, nella collocazione originale. Diversa sorte tocca al sepolcro del XII secolo, anch'esso conservato nelle forme originali solo fino al 1885, quando l'architetto Antonio Tagliaferri ne progetta il reimpiego, assemblandolo con altri materiali lapidei provenienti dallo stesso contesto monastico per dare vita ad una fontana ornamentale, tuttora murata nel settore orientale di piazzetta Tito Speri e conosciuta appunto come fontana di san Tiziano.

## Descrizione
Nella parte inferiore del sepolcro quattro lesene, riccamente scolpite con racemi vegetali, fiori ed uccelli, delimitano tre nicchie con copertura a conchiglia, entro le quali sono raffigurati, da destra a sinistra, San Damiano, una Madonna col Bambino e San Cosma. Al di sopra si sviluppa l'elaborato coperchio, con una serie di modanature rastremate fino alla cimasa superiore, che fa da piedistallo alla raffigurazione di San Tiziano. Il retro non presenta sculture figurate, bensì una ripartizione a pannelli con specchiature, dove sono ripresi gli stessi ornamenti del fronte. Una raffinata e precisa doratura riveste molte parti dell'arca, in particolare le quattro sculture con una resa efficace ed elegante dei tessuti delle vesti.

## Stile

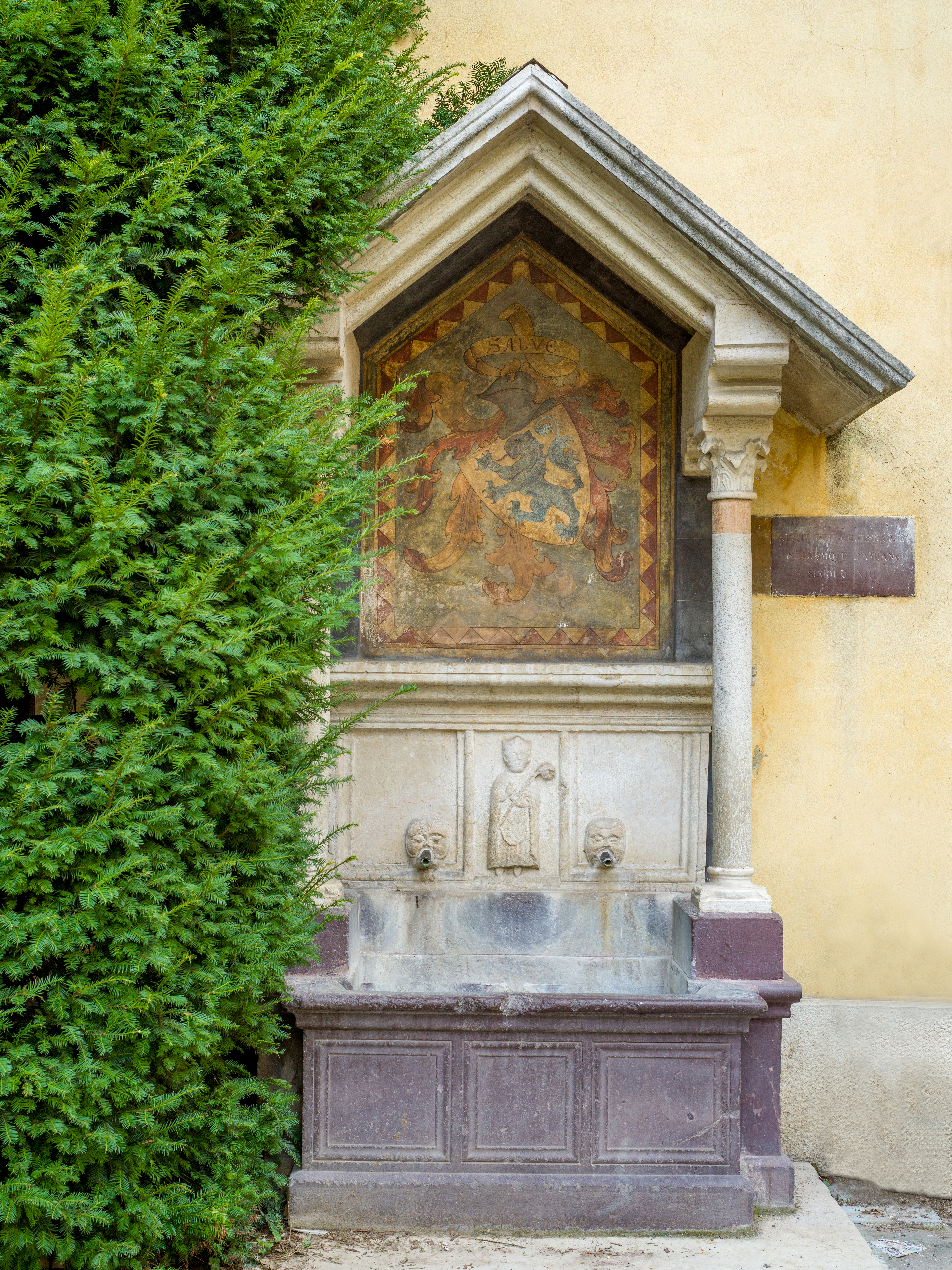
La fontana di San Tiziano a Brescia, opera di fine XIX secolo di Antonio Tagliaferri realizzata reimpiegando il fronte dell'arca originale del XII secolo e altri elementi architettonici lapidei del XV secolo.

Storicamente attribuita a più o meno anonimi scultori bresciani o lombardi tra la fine del XV secolo e l'inizio del successivo, nel 2007 Vito Zani ha proposto di ricondurre l'arca alla bottega dei Sanmicheli, nell'ambito di una serie di lavori di scultura che la famiglia di artisti originari di Porlezza avrebbero realizzato tra gli anni 1480 e i primi del XVI secolo, tra cui si contano opere fondamentali per rilevanza e importanza quali la facciata della chiesa di Santa Maria dei Miracoli, molte opere lapidee per il palazzo della Loggia, gran parte delle opere di scultura nella chiesa di San Pietro in Oliveto e altri manufatti minori ma significativi tra cui le membrature architettoniche all'esterno della cappella Caprioli nella chiesa di San Giorgio.
L'arca di san Tiziano risalta evidentemente per la raffinata impronta ornamentale che caratterizza la trattazione delle superfici, esaltata oltretutto dalle dorature. In particolare, però, è tra le rarissime opere bresciane in marmo con componenti figurate che può essere collocata completamente al di fuori della cerchia di Gasparo Cairano, massimo esponente della scultura rinascimentale bresciana tra gli anni 1490 e il primo quindicennio del XVI secolo. Difficile, a questo punto, trovare nella Brescia del tempo un'altra bottega artistica in grado di produrre simili opere se non quella dei Sanmicheli, la cui entità è stata appunto ricostruita dallo studioso Vito Zani tra il 2007 e il 2010 e rapidamente accettata dalla critica. Tra l'altro, non casualmente, le specchiature sul retro del sepolcro costituiscono una riproposizione letterale, ma in chiave semplificata, del pronao del santuario dei Miracoli, ricondotto come detto sempre ai Sanmicheli.
Sempre nel 2010, Vito Zani avanza l'attribuzione a Matteo Sanmicheli almeno delle statue figurate sull'arca, l'unico della famiglia che, stando ai documenti, abbia mai praticato lavori di figura. Lo studioso ha inoltre rilevato una certa affinità tra le statue dell'arca e i volti di alcuni esemplari tra gli Apostoli lungo la navata della chiesa di San Pietro in Oliveto. Questo ciclo di dodici sculture, verosimilmente compiuto entro il 1507, è in gran parte riconducibile a Gasparo Cairano e collaboratori, pertanto bisogna pensare all'esistenza di un contratto societario o a un subappalto. Anche la statuetta del Genietto funerario, proveniente dal perduto sepolcro di Maria di Serbia a Casale Monferrato, prima opera della carriera piemontese di Matteo Samicheli ed eseguita entro il 1510, presenta chiari ricordi in alcune figure tra le candelabre delle lesene della cappella Cavalli sempre in San Pietro in Oliveto, compiuta nel 1508. La stessa cappella, a sua volta, è riconducibile, in molti dettagli compositivi e tecnici delle decorazioni, ancora alla facciata del santuario dei Miracoli, dettagli che saranno a lungo reiterati dal Sanmicheli nelle opere piemontesi.
Vito Zani è anche in grado di contestualizzare criticamente l'opera nel panorama storico-artistico dell'epoca, in particolare nell'ambito della concorrenza tra i Samicheli e l'ormai affermato Gasparo Cairano, fautore di uno stile classico decisamente preferito dalla committenza pubblica e privata, stile che aveva ormai soppiantato il raffinato decorativismo di cui si facevano invece portatori i Sanmicheli. Nello specifico, la realizzazione dell'arca di san Tiziano viene interpretata come un tentativo di Bartolomeo Sanmicheli, all'inizio del nuovo secolo, di tornare in auge nel panorama artistico locale. Dopo alcune commissioni realizzate probabilmente in coppia tra le due botteghe, in particolare la cappella Caprioli in San Giorgio e gli ornamenti di San Pietro in Oliveto, già citati, la risposta ultima di Gasparo non tarda ad arrivare nell'arca di sant'Apollonio del 1508, dove viene sancita una volta per tutte la sua decisa superiorità artistica, certo favorita da una ormai decisa preferenza da parte della committenza bresciana. Proprio attorno a questi anni, e forse proprio a causa della presentazione sulla scena bresciana di questo grande, definitivo lavoro del Cairano, i Sanmicheli abbandonano Brescia, dove non vi faranno più ritorno, diretti a Casale Monferrato, dove Bartolomeo muore due anni dopo, lasciando al figlio Matteo il nuovo capitolo della carriera artistica di famiglia.
Nel 2010, tuttavia, Giuseppe Sava pubblica su "Arte Veneta" un articolo che ricostruisce la figura di Antonio Medaglia, il misconosciuto architetto della chiesa di San Pietro in Oliveto, proponendone un catalogo di opere. In aggiunta a questo, riconosce un artista ancora differente in un piccolo gruppo di opere, identificate nelle statuette dell'arca di san Tiziano, in due tondi figurati negli interni di Santa Maria dei Miracoli e nei piccoli busti di vescovi e della Maddalena entro gli oculi sul prospetto della cappella dedicata alla medesima santa in San Pietro in Oliveto. Lo studioso colloca quindi il tutto nella mano di uno scultore influenzato da Stefano Lamberti, errando nella lettura della data sulla cimasa dell'arca e leggendovi 1519 anziché 1529. La questione rimane quindi parzialmente aperta, nel senso che queste opere potrebbero essere effettivamente postdatate, anche se non alla fine degli anni 1520, per ricondurle all'ambito del Lamberti, il che toglierebbe almeno le statue dell'arca di san Tiziano dalla mano di Matteo Sanmicheli, così come era stato proposto dallo Zani nel 2010. La datazione delle altre opere, ossia i due tondi e le figure della cappella della Maddalena, è comunque controversa e ciò contribuisce a lasciare la questione ancora oggi poco chiara.